# Slaget ved Fredericia
 Der er for få eller ingen kildehenvisninger i denne artikel, hvilket er et problem. Du kan hjælpe ved at angive troværdige kilder til de påstande, som fremføres i artiklen.

Slaget ved Fredericia, også kaldet Udfaldet fra Fredericia, var et slag i Treårskrigen (1848 – 1850)
I 1849 var Fredericia i forsommeren blevet indesluttet af slesvig-holstenske oprørere under general Bonin. Slesvig-holstenerne forskansede sig i stillinger omkring byen og bombarderede den med artilleri.
I Fredericia havde oberst Niels Christian Lunding kommandoen, og han planlagde sammen med hærens nye overgeneral, Frederik Rubeck Henrik von Bülow, et udfald for at sprænge belejringen. Der måtte forstærkninger til, for at planen kunne lykkes. Danskernes overlegenhed til søs muliggjorde overførsel af tropper ad søvejen. Fra Helgenæs blev general Olaf Ryes brigade med skib overført til Fyn, og en anden brigade under general Christian de Meza kom sejlende fra Als. Tropperne blev overført til Fredericia i små både, som slesvig-holstenerne ikke kunne ramme.
Slagplanen blev endeligt fastlagt ved et krigsråd i Vejlby Præstegård ved Strib den 4. juli. Udfaldet skulle begynde kl. 01:00 den 6. juli.
På angrebstidspunktet stod 19.000 danske soldater klar i Fredericias gader. De skulle ud at møde slesvig-holstenernes 14.000 mand. Selv om danskerne var i overtal, havde modstanderne den store fordel, at de kæmpede fra befæstede stillinger.
Det blev en hård kamp, og udfaldet var usikkert helt frem til solopgang, hvor kampene blev afgjort, idet de danske styrker erobrede slesvig-holstenernes fæstningsanlæg og Bonins tropper flygtede til Vejle for at forene sig med de preussiske styrker.
Der var mange hundrede faldne, flest danske, og general Rye var selv faldet under stormen på Treldeskansen.
"At gå til Ryes Brigade" blev herefter brugt om de faldne.
Den danske sejr var et vendepunkt i krigshandlingerne. Den skyldtes dels, at den menige soldat viste kampvilje i det natlige slag, hvor de taktiske manøvrer var vanskelige at udføre, dels at flåden formåede at transportere forstærkningen i rette tid.
Slagets udfald var medvirkende til, at Preussen indgik en våbenstilstand med Danmark den 10. juli. Journalisten Ib Søby udgav i 2013 romanen 6. juli om belejringen og slaget.
Fredericia fejrer Slaget ved Fredericia hvert år.
D. 5. juli går man fakkeloptog rundt i byen om aftenen. D. 6. juli starter med kanonsalut fra Fredericia Vold.
Om formiddagen er der paradeoptog med både sørgemarch og sejrsmarch med blandt andet 6. juligarden, ligesom der er musik rundt om i gaderne.

## Ekstern henvisninger
- Adolph Reckes digt, "Fredericia-Slaget"
- Udfaldet fra Fredericia 6. juli 1849